# 服务水平管理
服务水平管理（Service-Level-Management）是《信息技术基础架构库》中的一个分支，用来定义、监管和优化信息技术服务。其主要目的是与商业预期同步来长久地提高信息技术服务水平，此目的在服务水平目标（Service Level Objectives，缩写SLO）中写明。服务水平管理负责提高商业团队和IT管理团队之间处理各种关系的效率。过程框架以“约定”、“一致性”和“关系”三个方面来表述，由服务目录来管理。